# Koekoek (Borsele)
Koekoek is een buurtschap in de gemeente Borsele in de Nederlandse provincie Zeeland. De buurtschap is gelegen aan een weg genaamd "Koekoek" die tussen de Van Tilburghstraat in Driewegen en de Grindweg in Ellewoutsdijk loopt ter plaatse van de Weldijk. Koekoek bestaat uit zes boerderijen. De naam Koekoek komt waarschijnlijk voort uit de omstandigheid dat ter plaatse koekoeken voorkomen. De huizen in de buurtschap vielen tot de vorming van de gemeente Borsele in 1970 onder de toenmalige gemeenten Ellewoutsdijk en Driewegen.
Dorpen: Baarland · Borssele · Driewegen · Ellewoutsdijk · 's-Gravenpolder · 's-Heer Abtskerke · 's-Heerenhoek · Heinkenszand · Hoedekenskerke · Kwadendamme · Lewedorp · Nieuwdorp · Nisse · Oudelande · Ovezande

Buurtschappen: Baarsdorp · Bakendorp · Coudorpe · Graszode · Knaphof · Koekoek · Langeweegje · Het Oudeland · Rijkebuurt · Scheldeoord · Sinoutskerke · 't Vlaandertje · De Zak 

Zeeland: Steden en dorpen in Zeeland      Nederland: Provincies · Gemeenten